# Stefan Köck
Stefan Köck (* 30. August 1975 in Innsbruck) ist ein ehemaliger österreichischer Fußballspieler und nunmehriger -trainer und -funktionär. Seit 2014 ist er Sportmanager des Bundesligisten WSG Tirol.

## Karriere

### Als Spieler
Köck begann seine Karriere als Jugendspieler beim Innsbrucker AC. Zwischen 1989 und 1994 spielte er im BNZ Tirol. Zur Saison 1994/95 wechselte zum FC Tirol Innsbruck und bestritt unter Trainer Hans Krankl im Frühjahr 1995 beim Heimspiel gegen den SK Rapid Wien sein erstes Bundesligaspiel. Bis Saisonende kam er zu neun Einsätzen für die Tiroler in der Bundesliga.
Zur Saison 1995/96 wechselte er zum Zweitligisten WSG Wattens. Für die Wattener bestritt er in jener Saison 26 Zweitligaspiele, in denen er zwei Tore erzielte. Nach einer Saison bei Wattens wechselte er zur Saison 1996/97 zum Ligakonkurrenten VfB Mödling. Für die Niederösterreicher kam er ebenfalls zu 26 Zweitligaeinsätzen. Nachdem Mödling mit dem SCN Admira/Wacker fusioniert hatte, verließ Köck den Verein und wechselte zur Saison 1997/98 nach Vorarlberg zum Zweitligaaufsteiger SCR Altach. Für Altach absolvierte er in jener Spielzeit 23 Spiele, in denen er ohne Treffer blieb. Zu Saisonende stieg er mit dem Verein aus der zweithöchsten Spielklasse ab.
Daraufhin kehrte er zur Saison 1998/99 zum Bundesligisten FC Tirol Innsbruck zurück. Mit Tirol Innsbruck konnte er 2000 Meister werden, in der Meistersaison 1999/2000 kam er zu 13 Bundesligaeinsätzen. Nachdem er bis zur Winterpause der darauffolgenden Saison zu keinem Einsatz mehr gekommen war, wurde er im Jänner 2001 an den Zweitligisten WSG Wattens verliehen, für den er bereits zwischen 1995 und 1996 gespielt hatte. Mit Wattens musste er jedoch als Tabellenletzter aus der zweithöchsten Spielklasse absteigen. Nach dem Ende der Leihe kehrte er wieder zu Tirol Innsbruck zurück, wo er jedoch erneut nicht eingesetzt wurde. Daraufhin verließ er den Verein im Jänner 2002 schließlich endgültig und schloss sich dem Zweitligisten ASKÖ Pasching an. Mit den Oberösterreichern stieg er zu Saisonende in die Bundesliga auf. Für Pasching kam er insgesamt zu sechs Zweitligaeinsätzen.
Nach dem Aufstieg kehrte er zur Saison 2002/03 nach Tirol zurück und wechselte zum Zweitligisten SV Wörgl. Für Wörgl absolvierte er 33 Spiele in der zweiten Liga und erzielte dabei ein Tor. Im Jänner 2004 kehrte er zum Regionalligisten SCR Altach zurück. Mit Altach konnte er in der Saison 2003/04 als Meister der Regionalliga West an der Relegation um den Aufstieg teilnehmen, in der man den Zweitliga-Vorletzten FC Lustenau 07 besiegte und somit aufstieg.
Nach dem Zweitligaaufstieg wechselte Köck zur Saison 2004/05 ein drittes Mal zur inzwischen viertklassigen WSG Wattens. Mit Wattens stieg er zu Saisonende in die Regionalliga auf. Bis zu seinem Abgang 2009 absolvierte er für die Wattener 100 Regionalligaspiele. Zwischen 2009 und 2012 spielte er noch für den unterklassigen SC Mils, ehe er seine Karriere nach der Saison 2011/12 beendete. 2013 setzte er sich als Trainer der Zweitmannschaft von Wattens noch einmal selbst in der fünfthöchsten Spielklasse ein.

### Als Trainer und Funktionär
Bereits während seiner aktiven Zeit erlangte Köck im Juli 2003 die ÖFB-D-Trainerlizenz und absolvierte im Sommer 2005 Trainerlehrgänge des Landesverbands. Seit Juni 2007 war er im Besitz der UEFA-B-Lizenz, gefolgt von der UEFA-A-Lizenz im Juni 2010. Auch in den Jahren danach nahm er immer wieder an Aus- und Weiterbildungen teil. Nach seinem Karriereende übernahm Köck zur Saison 2012/13 den Cheftrainerposten bei der fünftklassigen Zweitmannschaft der WSG Wattens.
Nach dem Tod von Robert Auer wurde Köck im März 2014 Sportmanager der WSG. Seiner Traineramt bei WSG Wattens II legte er erst mit Saisonende nieder und übergab das Amt an Martin Rinker. Unter Köcks Führung stieg Wattens 2016 wieder in die zweite Liga auf und spielt seit der Saison 2019/20 in der österreichischen Bundesliga. Bereits seit Mitte der 2000er Jahre war Köck neben seiner Spieler- und Trainerlaufbahn auch auf Funktionärsebene im Verein tätig. So war er etwa von 2004 bis 2014 Mitarbeiter in der Geschäftsstelle oder fungierte von 2009 bis 2014 als Nachwuchsleiter des Klubs. Zusätzlich zu seiner Funktion als Sportmanager war er von bis 2019 auch Sektionsleiter der WSG.

## Persönliches
Sein Sohn David Jaunegg (* 2003) ist ebenfalls Fußballspieler.